# Hausdornfinger
Der Hausdornfinger (Cheiracanthium mildei), gelegentlich auch Mildes Dornfinger oder Mildes Dornfingerspinne genannt, ist eine Spinne aus der Familie der Dornfingerspinnen (Eutichuridae). Das Verbreitungsgebiet der Art reichte in Europa ursprünglich vom Mittelmeergebiet bis zum Kaukasus, inzwischen ist sie nach Norden bis in das Rheintal vorgedrungen. Der Hausdornfinger wurde in den 1940er Jahren in Amerika eingeschleppt.

## Merkmale

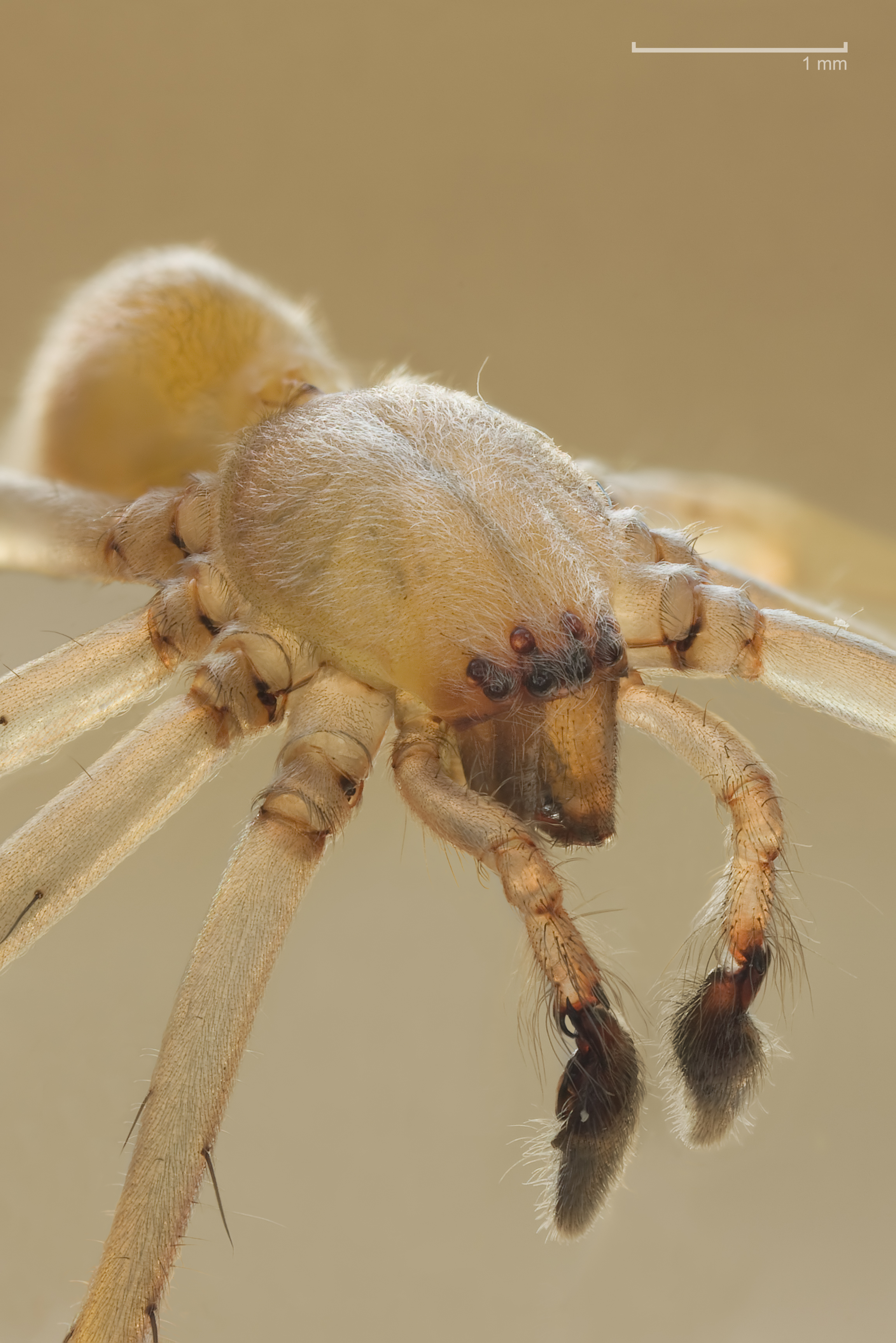
Männchen (Totfund)

Auffällige Körpermerkmale des Hausdornfingers sind die relativ langen Vorderbeine und die einheitliche gelbliche Grundfärbung. Im Gegensatz zum häufig koexistierenden Ammen-Dornfinger (Cheiracanthium punctorium) in ihrem Verbreitungsgebiet hat der Hausdornfinger keine grünen Anteile in der Färbung und der Sporn beim Bulbus des Männchens ist viel kleiner und unscheinbar.

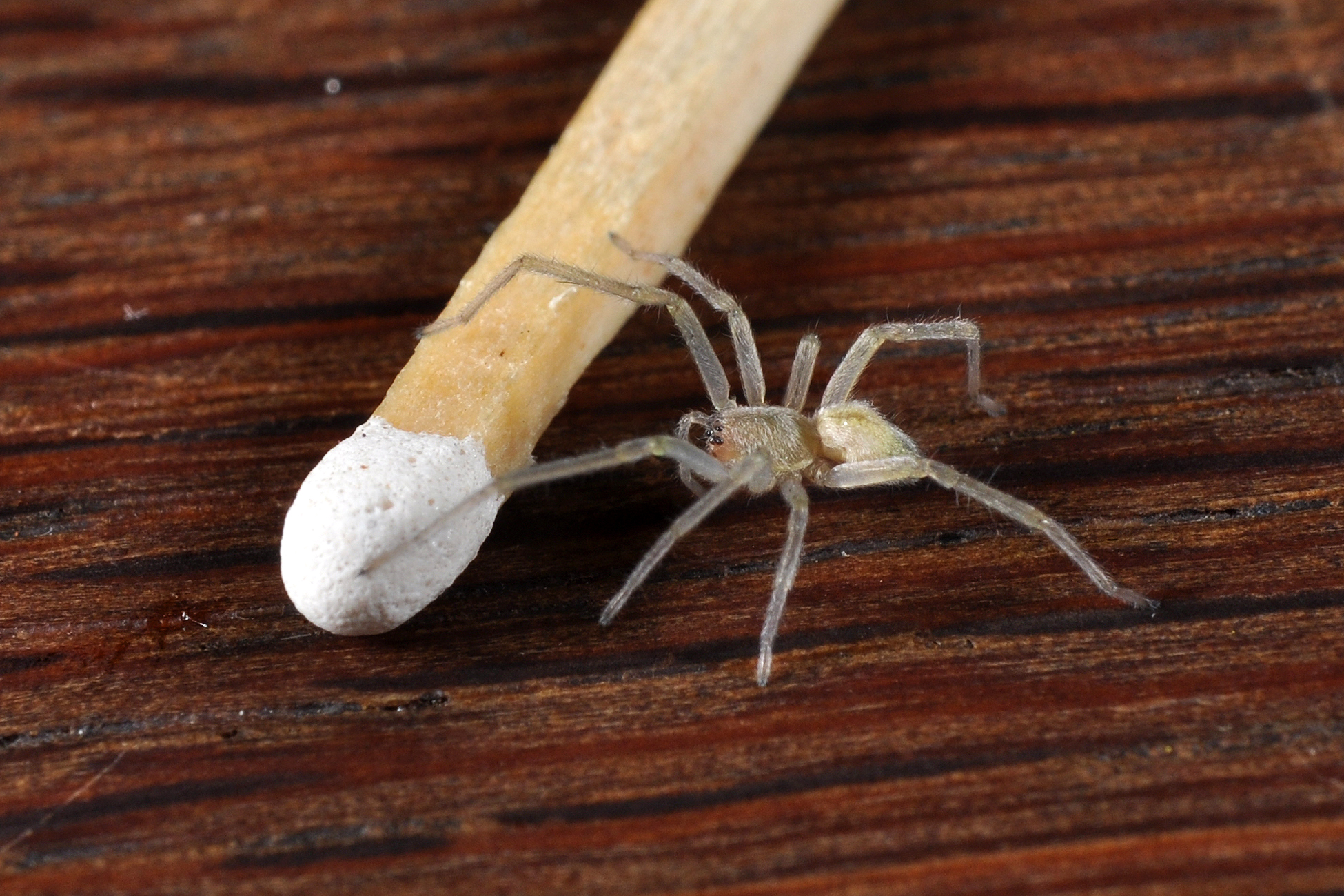
Jungtier

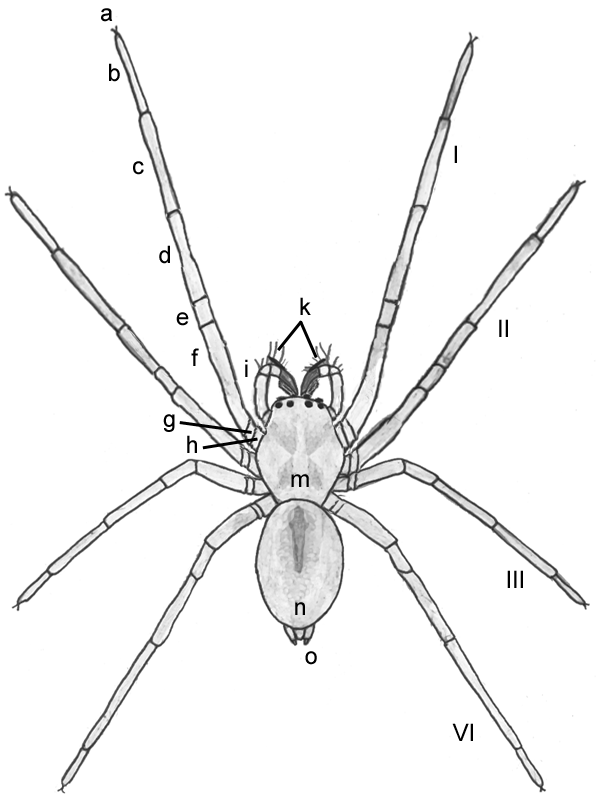
Schematische Darstellung eines Männchens der Gattung Cheiracanthium
a) Krallen
b) Tarsus
c) Metatarsus
d) Tibia
e) Patella
f) Femur
g) Trochanter
h) Coxa
i) Taster
k) Dornen (namensgebend)
m) Prosoma (Cephalothorax)
n) Opisthosoma (Abdomen)
o) Spinnwarzen

Die Prosomalängen der Männchen betragen zwischen 3,0 Millimeter bis 3,8 Millimeter und bei Weibchen 2,9 bis 4,5 Millimeter. Gesamtkörperlänge beträgt zwischen 7 und 11 Millimeter.
Die Art weist einen erheblichen Sexualdimorphismus auf, vor allem was die Körperlänge und die Bestachelung betrifft. Bei beiden Geschlechtern ist der Cephalothorax etwa so lang wie die Tibia des letzten Beinpaars, beim Männchen fast ebenso breit und beim Weibchen breiter. Am Hinterrand ist der Cephalothorax abgerundet. Er steigt vom Hinterrand beim Männchen allmählich und beim Weibchen kurz und steil an und ist zwischen dem zweiten und dritten Beinpaar gewölbt. Auf Höhe der Augen fällt der Cephalothorax wieder stark ab und ist vorne an der Seite gerundet. Er hat eine blassbräunlichgelbe, glänzende Färbung mit dunkleren Seitenfurchen und ist dünn mit anliegenden Härchen bedeckt. Jedes Auge sitzt in einem schwarzen Ring. Die vorderen Mittelaugen sind trübe, die übrigen hellbernsteingelb. Die vordere Augenreihe ist in einer geraden Linie und der Abstand der vorderen Mittelaugen ist kürzer als der Abstand zu den hinteren Mittelaugen. Die vorderen Mittelaugen sind die größten. Die Seitenaugen sitzen auf einer Erhöhung und der Abstand von den hinteren zu den vorderen Seitenaugen ist kleiner als ihr Durchmesser. Nur die vorderen Seitenaugen sind oval im Gegensatz zu den übrigen runden Augen.
Die Cheliceren sind braungelb und an der Spitze schwarzbraun. Sie sind nicht länger als die Patellen des ersten Beinpaars und auch nicht dicker als die Vorderschenkel. Sie sind vorn nicht hervorgewölbt, sondern senkrecht vom Cephalothorax abfallend. Die Beine haben eine graugelbbräunliche Grundfärbung.
Das Abdomen ist hochgewölbt und graubraun mit gelblichen Flecken, ein sich verjüngender Gelbfleck beginnt an der Basis und läuft etwa in Mitte des Abdomens spitz aus. Das Abdomen hat sehr wenig kurze Haare und sporadisch Borsten. Die Spinne hat sechs bräunlichgraue Spinnwarzen. Die oberen haben eine zylindrische Form, die unteren eine konische Form.

## Lebensweise
Heranwachsende Spinnen leben in Ruhegespinsten. Das sind Rückzugsgebiete für den Tag, die nicht als Fallen gedacht sind. Zur Jagd streifen die Tiere in der Dämmerung und in der Nacht umher. Die genaue Beutetierauswahl ist unbekannt. Beobachtet wurde, dass zu ihren Beutetieren allerlei kleine Insekten gehören, die sie an Bäumen, Büschen und Sträuchern finden, sowie Eier und Larven wie zum Beispiel diejenigen der Wickler. Die Lebenserwartung der Spinne beträgt ein Jahr.

## Fortpflanzung
Nach der Paarung stirbt das Männchen sehr bald und das Weibchen geht auf intensivere Nahrungssuche. Es baut ein geschütztes Brutgespinst aus Blättern und Spinnseide und legt 30 bis 48 Eier. Sie bewacht den Kokon bis zum Schlupf der Jungtiere. Danach stirbt die Mutter. Die Jungtiere spinnen an welken Blättern Überwinterungsgespinste in Bodennähe.

## Name
Der Gattungsname Cheiracanthium bezieht sich auf den dornenartigen Fortsatz am Bulbus des Männchens (siehe k im Schema). Dieser Fortsatz ist aber bei dieser Art um einiges unscheinbarer als bei anderen Vertretern der Gattung und kürzer als das vierte Glied der Taster. Der Sporn befindet sich zwischen den zwei Fortsätzen der Tibia (Tibialapophysen). Der Artname mildei wurde zu Ehren des Botanikers Julius Milde vergeben, der die Spinne erstmals in Meran entdeckt hat und Ludwig Carl Christian Koch zur Bestimmung überreichte.